# Natalio Pescia
Natalio Agustín Pescia (Dock Sud, 1º gennaio 1922 – Avellaneda, 11 novembre 1989) è stato un calciatore argentino, giocò nel Boca Juniors, di cui fu anche capitano, per tutta la sua carriera.

## Biografia
Nacque nel 1922 a Isla Maciel quartiere di Dock Sud nel partido di Avellaneda prospiciente a La Boca. Morì ad Avellaneda nel 1989 all'età di 67 anni.

## Caratteristiche tecniche
Centrocampista mancino con spiccate doti difensive, il suo stile di gioco era caratterizzato da un grande dinamismo, favorito anche dalla statura non particolarmente elevata, e da una spiccata aggressività nel pressing. Fu soprannominato dai tifosi El Leoncito per la grinta con cui affrontava le partite.

## Carriera

### Club
A 11 anni entrò nel settore giovanile del Boca Juniors. Fece il suo debutto ufficiale in prima squadra il 30 agosto 1942 nella partita di campionato giocata contro il Chacarita Juniors persa dal Boca per 2-1. A partire dalla stagione successiva entrò stabilmente tra i titolari andando a comporre con i compagni di reparto Ernesto Lazzatti e Carlos Adolfo Sosa la linea mediana del Boca per quasi un decennio. In totale giocò 15 stagioni con la maglia degli xeneises, disputò l'ultima partita ufficiale nel 1956 (Boca-Huracán 4-1 del 2 dicembre 1956), l'anno successivo partecipò ad alcune amichevoli di preparazione al campionato ma si ritirò prima dell'inizio del torneo, la sua ultima gara assoluta la disputò il 21 aprile 1957 all'Estadio Defensores del Chaco di Asunción contro i paraguaiani dell'Olimpia.
In totale giocò 478 partite col Boca Juniors, di cui 365 in competizioni ufficiali, mettendo a segno 7 reti. È il decimo miglior giocatore della storia del club per presenze ufficiali assolute e il sesto per presenze in campionato.
Dopo il ritiro dal calcio giocato si presentò come candidato alle elezioni per la presidenza del Boca ma venne sconfitto da Alberto José Armando.

### Nazionale
Nel 1945 venne convocato dal commissario tecnico dell'Argentina Guillermo Stábile per il Campeonato Sudamericano di quell'anno, il torneo fu vinto dagli argentini ma Pescia non venne impiegato in nessuna delle partite giocate. Il suo esordio con la Nazionale avvenne un anno più tardi, il 19 gennaio 1946 scese in campo nella vittoriosa partita disputata contro la Bolivia terminata 7-1 in favore dell'Albiceleste valevole per il Campeonato Sudamericano de Football 1946. Al termine della manifestazione l'Argentina si laureò nuovamente campione e Pescia collezionò 4 presenze. L'anno successivo fu uno dei titolari della Nazionale durante la vittoriosa campagna del Campeonato Sudamericano 1947 disputato in Ecuador. Le sue ultime apparizioni con la maglia dell'Argentina avvennero nel 1951, amichevole a Londra contro l'Inghilterra (prima partita ufficiale in assoluto disputata tra le due squadre), e nel 1954 contro il Portogallo. In particolare la gara di Wembley è ricordata per le contestazioni argentine nei confronti dell'arbitro dell'incontro, alla fine della partita Pescia inseguì il direttore di gara con intenzioni minacciose e fu il capitano argentino Norberto Yácono a doverlo fermare fisicamente per evitare un incidente che avrebbe potuto avere anche ripercussioni sulle difficili relazioni diplomatiche tra i due paesi. In totale giocò 12 partite con la squadra nazionale, senza realizzare nessuna rete.

## Riconoscimenti
- È stato uno dei giocatori scelti dall'AFA per comporre la Galería de la Fama (Hall of Fame) del calcio argentino[12].
- Nello stadio del Boca Juniors, La Bombonera, il settore dove ha sede la tifoseria organizzata del club (La Doce) è stato intitolato a suo nome[13].
- Nel 1953 i musicisti argentini Roberto Caló e Enrique Campos, con l'aiuto del paroliere Jorge Moreira[14], composero un tango intitolato A Natalio Pescia[15].

## Statistiche

### Presenze e reti nei club
| Stagione        | Squadra         | Campionato      | Campionato | Campionato | Coppe nazionali | Coppe nazionali | Coppe nazionali | Coppe continentali | Coppe continentali | Coppe continentali | Altre coppe | Altre coppe | Altre coppe | Totale | Totale |
| Stagione        | Squadra         | Comp            | Pres       | Reti       | Comp            | Pres            | Reti            | Comp               | Pres               | Reti               | Comp        | Pres        | Reti        | Pres   | Reti   |
| --------------- | --------------- | --------------- | ---------- | ---------- | --------------- | --------------- | --------------- | ------------------ | ------------------ | ------------------ | ----------- | ----------- | ----------- | ------ | ------ |
| 1942            | Boca Juniors    | PD              | 1          | 0          | -               | -               | -               | -                  | -                  | -                  | -           | -           | -           | 1      | 0      |
| 1943            | Boca Juniors    | PD              | 18         | 0          | ESC             | 1               | 0               | -                  | -                  | -                  | -           | -           | -           | 19     | 0      |
| 1944            | Boca Juniors    | PD              | 28         | 1          | BRIT            | 4               | 0               | -                  | -                  | -                  | -           | -           | -           | 32     | 1      |
| 1945            | Boca Juniors    | PD              | 24         | 3          | PPR+BRIT        | 1+2             | 0+0             | -                  | -                  | -                  | CONF        | 2           | 0           | 29     | 3      |
| 1946            | Boca Juniors    | PD              | 29         | 0          | PPR+BRIT        | 1+3             | 0+0             | -                  | -                  | -                  | CONF        | 2           | 0           | 35     | 0      |
| 1947            | Boca Juniors    | PD              | 26         | 1          | IBA+ESC         | 1+1             | 0+0             | -                  | -                  | -                  | -           | -           | -           | 28     | 1      |
| 1948            | Boca Juniors    | PD              | 24         | 1          | BRIT            | 1               | 0               | -                  | -                  | -                  | -           | -           | -           | 25     | 1      |
| 1949            | Boca Juniors    | PD              | 21         | 0          | -               | -               | -               | -                  | -                  | -                  | -           | -           | -           | 21     | 0      |
| 1950            | Boca Juniors    | PD              | 30         | 0          | -               | -               | -               | -                  | -                  | -                  | -           | -           | -           | 30     | 0      |
| 1951            | Boca Juniors    | PD              | 30         | 0          | -               | -               | -               | -                  | -                  | -                  | -           | -           | -           | 30     | 0      |
| 1952            | Boca Juniors    | PD              | 27         | 1          | -               | -               | -               | -                  | -                  | -                  | -           | -           | -           | 27     | 1      |
| 1953            | Boca Juniors    | PD              | 25         | 0          | -               | -               | -               | -                  | -                  | -                  | -           | -           | -           | 25     | 0      |
| 1954            | Boca Juniors    | PD              | 24         | 0          | -               | -               | -               | -                  | -                  | -                  | -           | -           | -           | 24     | 0      |
| 1955            | Boca Juniors    | PD              | 18         | 0          | -               | -               | -               | -                  | -                  | -                  | -           | -           | -           | 18     | 0      |
| 1956            | Boca Juniors    | PD              | 21         | 0          | -               | -               | -               | -                  | -                  | -                  | -           | -           | -           | 21     | 0      |
| 1957            | Boca Juniors    | PD              | 0          | 0          | -               | -               | -               | -                  | -                  | -                  | -           | -           | -           | 0      | 0      |
| Totale carriera | Totale carriera | Totale carriera | 346        | 7          |                 | 15              | 0               |                    | -                  | -                  |             | 4           | 0           | 365    | 7      |

### Cronologia presenze e reti in Nazionale
| Cronologia completa delle presenze e delle reti in nazionale ― Argentina | Cronologia completa delle presenze e delle reti in nazionale ― Argentina | Cronologia completa delle presenze e delle reti in nazionale ― Argentina | Cronologia completa delle presenze e delle reti in nazionale ― Argentina | Cronologia completa delle presenze e delle reti in nazionale ― Argentina | Cronologia completa delle presenze e delle reti in nazionale ― Argentina | Cronologia completa delle presenze e delle reti in nazionale ― Argentina | Cronologia completa delle presenze e delle reti in nazionale ― Argentina |
| Data                                                                     | Città                                                                    | In casa                                                                  | Risultato                                                                | Ospiti                                                                   | Competizione                                                             | Reti                                                                     | Note                                                                     |
| ------------------------------------------------------------------------ | ------------------------------------------------------------------------ | ------------------------------------------------------------------------ | ------------------------------------------------------------------------ | ------------------------------------------------------------------------ | ------------------------------------------------------------------------ | ------------------------------------------------------------------------ | ------------------------------------------------------------------------ |
| 19-01-1946                                                               | Buenos Aires                                                             | Argentina                                                                | 7 – 1                                                                    | Bolivia                                                                  | Campeonato Sudamericano de Football 1946                                 | -                                                                        | [ 8 ]                                                                    |
| 26-01-1946                                                               | Buenos Aires                                                             | Argentina                                                                | 3 – 1                                                                    | Cile                                                                     | Campeonato Sudamericano de Football 1946                                 | -                                                                        | [ 8 ]                                                                    |
| 02-02-1946                                                               | Buenos Aires                                                             | Argentina                                                                | 3 – 1                                                                    | Uruguay                                                                  | Campeonato Sudamericano de Football 1946                                 | -                                                                        | [ 8 ]                                                                    |
| 10-02-1946                                                               | Buenos Aires                                                             | Argentina                                                                | 2 – 0                                                                    | Brasile                                                                  | Campeonato Sudamericano de Football 1946                                 | -                                                                        | [ 8 ]                                                                    |
| 02-12-1947                                                               | Guayaquil                                                                | Argentina                                                                | 6 – 0                                                                    | Paraguay                                                                 | Campeonato Sudamericano de Football 1947                                 | -                                                                        | [ 9 ]                                                                    |
| 04-12-1947                                                               | Guayaquil                                                                | Argentina                                                                | 7 – 0                                                                    | Bolivia                                                                  | Campeonato Sudamericano de Football 1947                                 | -                                                                        | [ 9 ]                                                                    |
| 11-12-1947                                                               | Guayaquil                                                                | Argentina                                                                | 3 – 2                                                                    | Perù                                                                     | Campeonato Sudamericano de Football 1947                                 | -                                                                        | [ 9 ]                                                                    |
| 16-12-1947                                                               | Guayaquil                                                                | Argentina                                                                | 1 – 1                                                                    | Cile                                                                     | Campeonato Sudamericano de Football 1947                                 | -                                                                        | [ 9 ]                                                                    |
| 25-12-1947                                                               | Guayaquil                                                                | Argentina                                                                | 2 – 0                                                                    | Ecuador                                                                  | Campeonato Sudamericano de Football 1947                                 | -                                                                        | [ 9 ]                                                                    |
| 28-12-1947                                                               | Guayaquil                                                                | Argentina                                                                | 3 – 1                                                                    | Uruguay                                                                  | Campeonato Sudamericano de Football 1947                                 | -                                                                        | [ 9 ]                                                                    |
| 09-05-1951                                                               | Londra                                                                   | Inghilterra                                                              | 2 – 1                                                                    | Argentina                                                                | Amichevole                                                               | -                                                                        | [ 16 ]                                                                   |
| 28-11-1954                                                               | Lisbona                                                                  | Portogallo                                                               | 1 – 3                                                                    | Argentina                                                                | Amichevole                                                               | -                                                                        | [ 11 ]                                                                   |
| Totale                                                                   |                                                                          | Presenze                                                                 | 12                                                                       |                                                                          | Reti                                                                     | 0                                                                        |                                                                          |

## Palmarès

### Club
- Campionato argentino: 3

Boca Juniors: 1943, 1944, 1954
- Copa Ibarguren: 1

Boca Juniors: 1944
- Copa de Competencia Británica George VI: 1

Boca Juniors: 1946
- Copa de Confraternidad Escobar - Gerona: 2

Boca Juniors: 1945, 1946

### Nazionale
- Campeonato Sudamericano de Football: 3

1945, 1946, 1947